# سيمون فيشر تيرنر
سيمون فيشر تيرنر (بالإنجليزية: Simon Fisher Turner)‏ (و. 1954 – م) هو ممثل، وموسيقي، ومغن مؤلف، وعازف قيثارة من المملكة المتحدة. ولد في لندن الكبرى.

## وصلات خارجية
- سيمون فيشر تيرنر على موقع IMDb (الإنجليزية)
- سيمون فيشر تيرنر على موقع ألو سيني (الفرنسية)
- سيمون فيشر تيرنر على موقع ميوزك برينز (الإنجليزية)
- سيمون فيشر تيرنر على موقع أول موفي (الإنجليزية)
- سيمون فيشر تيرنر على موقع أول موفي (الإنجليزية)
- سيمون فيشر تيرنر على موقع قاعدة بيانات الأفلام السويدية (السويدية)
- سيمون فيشر تيرنر على موقع أول ميوزيك (الإنجليزية)
- سيمون فيشر تيرنر على موقع ديسكوغز (الإنجليزية)
- سيمون فيشر تيرنر على موقع قاعدة بيانات الفيلم (الإنجليزية)
- سيمون فيشر تيرنر على موقع كينوبويسك (الروسية)